# Солони
Солони́ — посёлок в Верхнебуреинском районе Хабаровского края. Входит в состав Сулукского сельского поселения.

## География
Посёлок находится на берегу одноимённой реки, на расстоянии 37 км (по прямой) к юго-востоку от рабочего посёлка Чегдомын, административного центра района.

## История
Посёлок построен силами строителей из Таджикской ССР. До 2021 года являлся административным центром и единственным населённым пунктом упразднённого одноимённого сельского поселения.

## Население
| 1992 | 2002 | 2010 | 2011 | 2012 | 2021 |
| ---- | ---- | ---- | ---- | ---- | ---- |
| 478  | ↘307 | ↘227 | →227 | ↗246 | ↘233 |

## Улицы
- ул. Лесная,
- ул. Магистральная,
- ул. Молодёжная,
- ул. Центральная.

## Экономика
Население занимается сбором дикоросов для личного потребления и сдачи заготовителям, а также работает на железной дороге.

## Инфраструктура
В посёлке функционируют общеобразовательная школа, детский сад, ремонтно-механический цех, котельная, электрическая подстанция, предприятия водоснабжения и отделения Дальневосточной железной дороги.

## Транспорт
К северу от посёлка расположена одноимённая станция Дальневосточной железной дороги.